# منتزه إتين السياحي

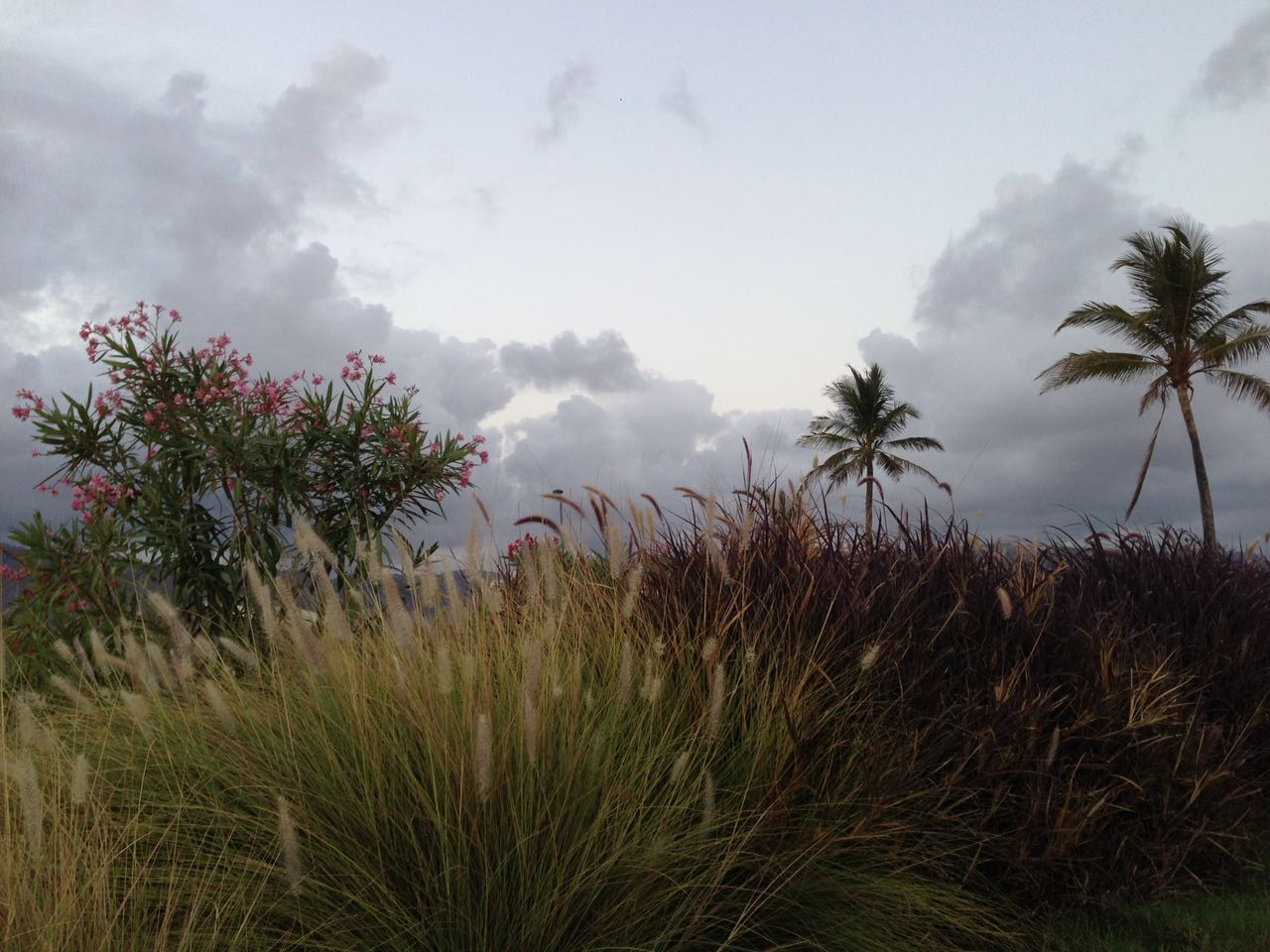
منظر من منتزه إتين السياحي.

يقع المنتزه في سهل إتين في مدينة صلالة بسلطنة عُمان، وهو عبارة عن حديقة مفتوحة بها مظلات جميلة التصميم ومطاعم للشوي وكوخ أغنام. كما توجد منطقة رملية في الوسط لألعاب الأطفال وتشتمل على المراجيح وألعاب القفز والتسلق. كما يوجد في المنتزه مصلى ودورات مياه لكلا الجنسين.

## التصميم المعماري

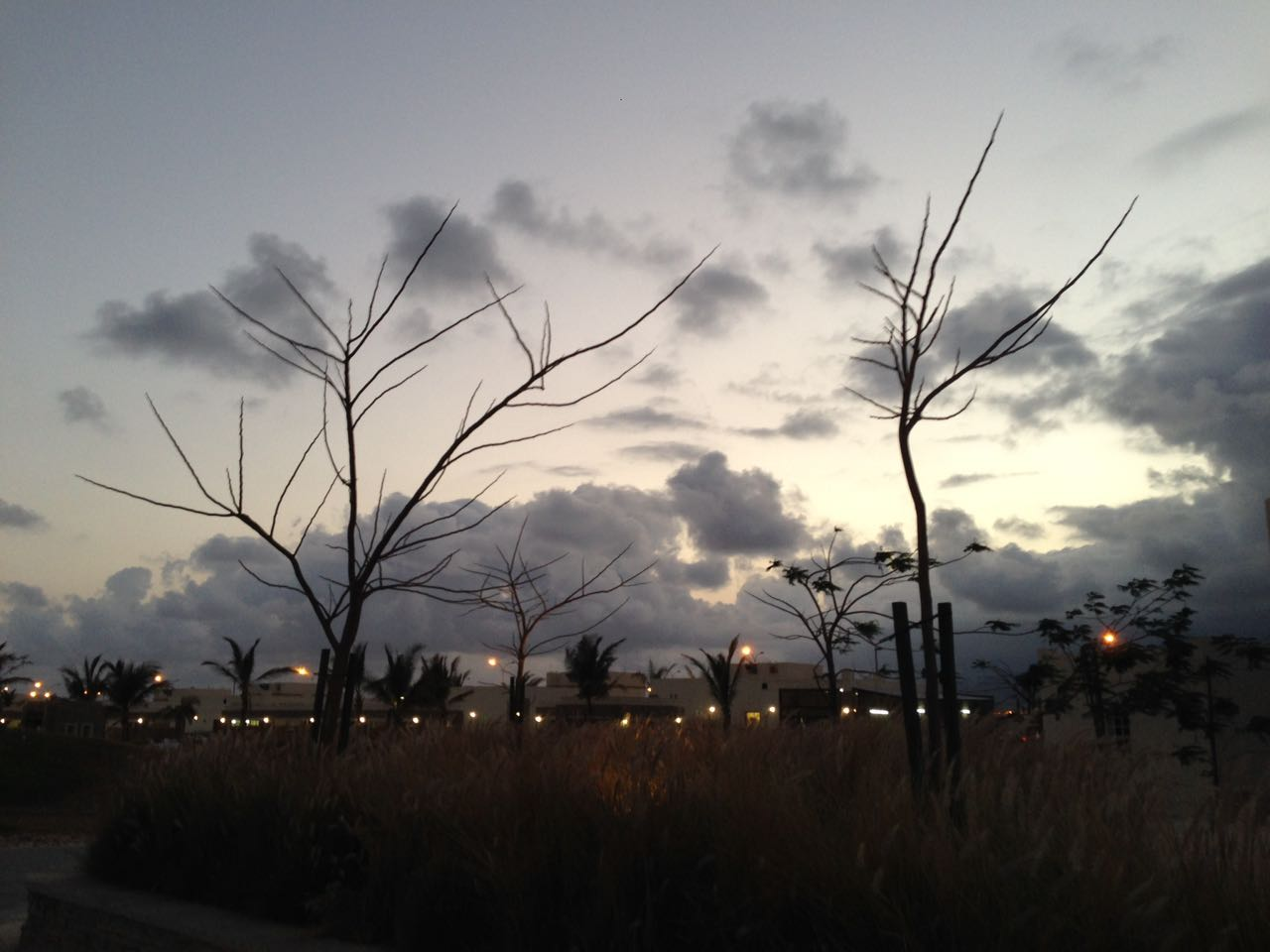
منتزه إتين مساءاً.

يتميز المنتزه بتصميمه الجميل وبواباته الحجرية المفتوحة. تُغطى المظلات بقماش قوي أشبه بقماش الخيم الكبيرة البيضاء، كما أن لكل مظلة كراسي حجرية مريحة. تتميز المظلات بسعتها الكبيرة كما ويمكن فرش حصير على الأرض واستخدام الكراسي الحجرية الممتدة كأرفف لتوزيع الأغراض. تتسع المظلة الواحدة لعائلتين كبيرتين أو تقسم للنساء والرجال بسبب تصميمها الفريد والحاجز الحجري الذي تستند عليه الكراسي الممتدة. تعتبر تلك المظلات مناسبة جداً لتناول الطعام في أجواء عائلية مريحة.

## ألعاب الأطفال
تقع منطقة ألعاب الأطفال في منتصف الحديقة. وهي منطقة رملية وذلك لحماية الأطفال وسلامتهم عند الوقوع أو التعثر. تشرف كل المظلات على منطقة الألعاب مما يسهل مراقبة الأطفال على العائلات. تتوزع الألعاب ما بين مراجيح وألعاب القفز والتسلق والتوازن للأطفال.

## المصلى
ينقسم المصلى إلى مبنيين، مبنى للرجال وآخر للنساء.
وتقع قريباً من البوابات، وعلامتها خزان أبيض كبير على السقف. كما أنها الأخرى تنقسم لمبنيين منفصلين لكلا الجنسين.

## أكشاك الشوي
تتوزع أشكاك الشوي وهم عشرة أشكاك على مقدمة الحديقة في خط واحد. ولكل كشك مطبخ حجري واسع التصميم. تختص أكشاك ببيع اللحم والبعض يبيع بعض الأكلات الأخرى كالرز القبولي والمضبي وأنواع المشاوي المختلفة. ولكل كشك رقم خاص يُعرف به.

## كوخ الأغنام

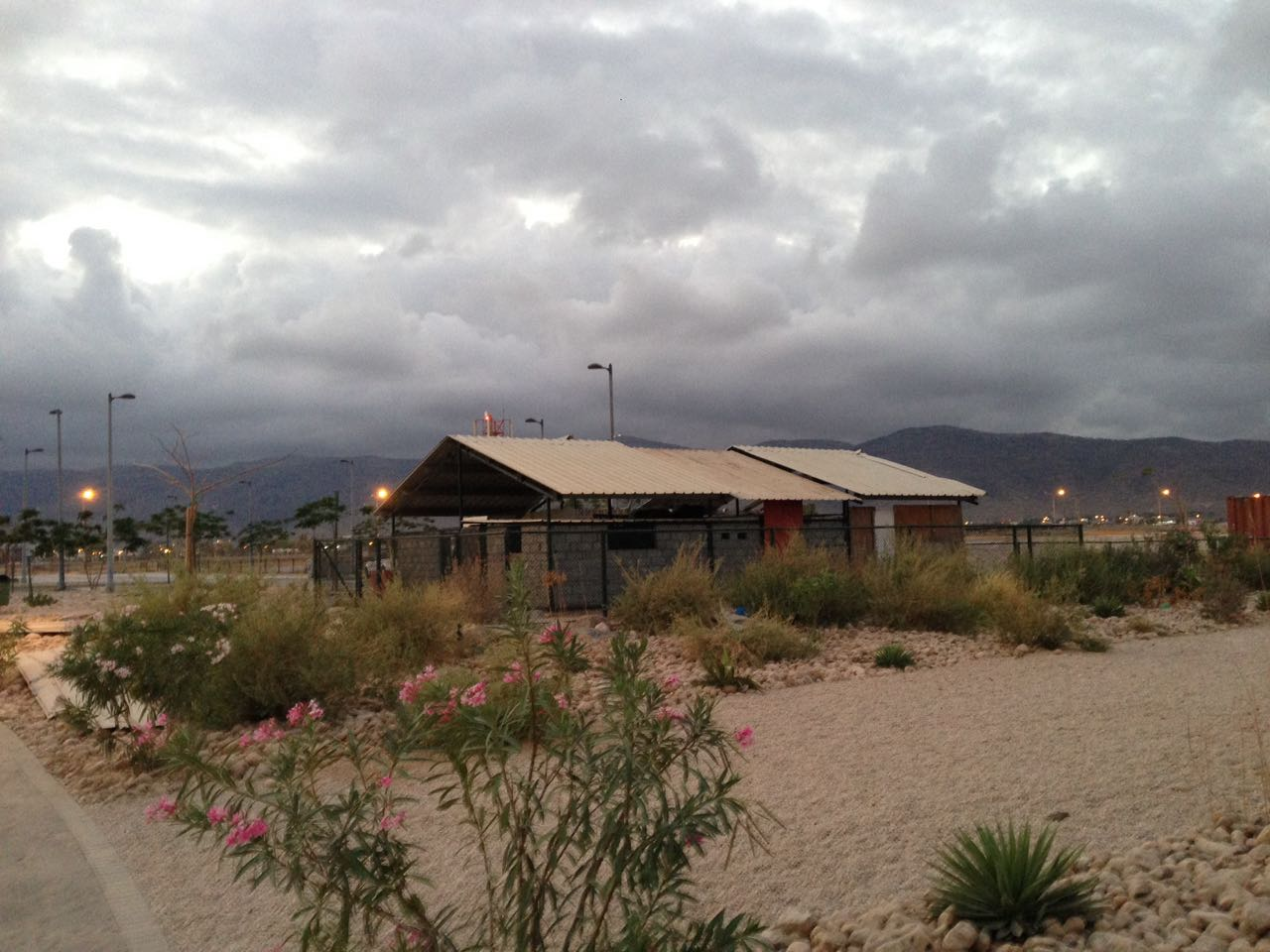
كوخ توجد فيه بعض الأغنام.

يقع كوخ الأغنام في أقصى جهة من المنتزه المقابلة لمطار صلالة، وبالقرب من مواقف سيارات المنتزه.

## النباتات
يتميز المنتزة بأشجار جوز الهند والسنابل البيضاء والبنفسجية والكثير من الزهور الملونة الجميلة، وبتصميم الحجارة البيضاء من حول النباتات بشكل أحواض جميلة.

## وصف عام للمنطقة
سهل أتين هو سهل منبسط يقع في الجهة الشمالية من مدينة صلالة، ويعد من أبرز الأماكن السياحية في محافظة ظفار التي يقصدها المواطنون والزوار في موسم الخريف ويتزايد الإقبال على هذا السهل للاستمتاع بالطبيعة والمناظر الخلابة حيث توجد عين جرزيز بالقرب منه. وفي شهور الصيف من يونيو وحتى أغسطس والتي تسمى في ظفار بفصل الخريف تقام المخيمات في سهل أتين حيث يقوم كثير من أهالي محافظة ظفار بترك منازلهم والتخييم في سهل أتين للاستجمام منذ بداية فصل الخريف وحتى نهايته.